# Ocyptamus victoria
Ocyptamus victoria är en tvåvingeart som först beskrevs av Hull 1941.  Ocyptamus victoria ingår i släktet Ocyptamus och familjen blomflugor. Inga underarter finns listade i Catalogue of Life.